# Paralimnophila tarra
Paralimnophila tarra är en tvåvingeart som beskrevs av Günther Theischinger 1996. Paralimnophila tarra ingår i släktet Paralimnophila och familjen småharkrankar. Inga underarter finns listade i Catalogue of Life.